# Голдман-Рэкиш, Патриция
Патри́ция Го́лдман-Рэки́ш (англ. Patricia Goldman-Rakic; урожд. Шу́эр англ. Shoer; 22 апреля 1937, Сейлем, Массачусетс, США — 31 июля 2003, Хамден, Коннектикут, США) — американская учёная в сфере нейронаук, психиатр и психолог, преподавательница в Йельском университете.
Член Национальной академии наук США (1990).

## Биография
Патриция Шуэр родилась в Сейлеме, штат Массачусетс 22 апреля 1937 года. Её родители, Ирвинг Исидор Шуер (1912—1970) и Дженни Перл (1910—2000) происходили из семей еврейских эмигрантов из Латвии и России. Своё детство Патриция провела в Пибоди, там же посещала школу.
Голдман-Рэкиш получила степень бакалавра с отличием от колледжа Вассара в 1959 году и докторскую степень Калифорнийского университета (Лос-Анджелес) в 1963-м.
После постдокторантуры в Калифорнийском и Нью-Йоркском университетах она работала в Национальном институте психического здоровья в области нейропсихологии, впоследствии став заведующей отдела эволюционной нейробиологии (англ. Developmental Neurobiology). В 1979 году она стала преподавательницей в школе медицины при Йельском университете, где проработала до самой смерти.

## Личная жизнь
Была замужем за Паско Рэкишем, так же учёным в сфере нейронаук.